# Distichophyllum cristatum
Distichophyllum cristatum là một loài Rêu trong họ Hookeriaceae. Loài này được (Hedw.) Dozy & Molk. mô tả khoa học đầu tiên năm 1846.